# Marieke van den Ham
Marieke van den Ham (Wierden, 21 gennaio 1983) è una pallanuotista olandese, vincitrice di una medaglia d'oro ai giochi olimpici di Pechino 2008.